# Hufbeinbruch
Als Hufbeinbruch oder Hufbeinfraktur werden Knochenbrüche im Bereich des Hufbeins von Pferden bezeichnet. Sie gehören zu den seltenen Knochenbrüchen und treten meist an der Vorderhufen von Vollblutpferden und Trabern auf.

## Ätiologie
Auslöser sind meist Traumen. Begünstigende Faktoren sind Hufrehe, Knochenentzündungen (Ostitis und Osteomyelitis), falsches Ausschneiden oder falsche Hufeisen. Auch Verhaltensstörungen wie Scharren oder Treten gegen die Boxenwand können Auslöser sein.

## Symptome
Die Symptome sind von der Schwere des Bruches und dessen Art abhängig. Meist kommt es zu einer plötzlich einsetzenden Stützbeinlahmheit, das Pferd setzt manchmal das betroffene Bein gar nicht auf. Im Bereich der Fußarterie ist eine starke Pulsation spürbar und der betroffene Huf fühlt sich meist sehr warm an. Bei Untersuchung mit der Hufuntersuchungszange und bei Perkussion zeigt sich eine Schmerzhaftigkeit im Bereich der Sohle. Ältere Frakturen oder die sehr seltenen Frakturen der Hinterhufe können sich in geringer Lahmheit und Schmerzhaftigkeit zeigen. Bei Beteiligung des Hufgelenks kann bei der Gelenkpunktion blutige Synovia austreten.

## Einteilung
Hufbeinbrüche werden in sieben Typen eingeteilt:
- Typ I: Fraktur eines Hufbeinastes (Processus palmaris/plantaris) ohne Gelenkbeteiligung
- Typ II: Sagittale Gelenkfraktur, schräg vom Hufgelenk bis zur Außen- oder Innenseite des Hufbeins
- Typ III: Sagittale mediane Fraktur mit etwa zwei gleich großen Frakturfragmenten
- Typ IV: Osteochondrale Fragmente am Ansatz der Strecksehne (Processus extensorius) und Beteiligung der Gelenkfläche
- Typ V: Splitterfraktur (meist nach Osteomyelitis und Hufrehe)
- Typ VI: Fraktur am Sohlenrand ohne Gelenkbeteiligung
- Typ VII: Fraktur am Sohlenrand ohne Gelenkbeteiligung beim Fohlen

Die häufigste Form ist die Typ-II-Fraktur.

## Diagnose, Differentialdiagnose
Die Diagnose kann sich nur durch eine Röntgenaufnahme (Oxspring) gesichert werden, manchmal müssen separate Aufnahmen der Hufbeinäste angefertigt werden. Ältere Frakturen können sich durch einen Frakturspalt ohne Anzeichen einer Frakturheilung darstellen, obwohl die Pferde klinisch unauffällig sind. Darüber hinaus dürfen die Blutgefäßkanäle nicht mir Frakturlinien verwechselt werden.
Differentialdiagnostisch kommen bei einer klinischen Stützbeinlahmheit vor allem Nageltritt, Vernagelung, Prellung, Verstauchung und sterile Huflederhautentzündung in Frage.

## Behandlung, Prognose
Zur Behandlung müssen die Frakturelemente ruhig gestellt werden und eine Ausdehnung der Hufkapsel verhindert werden. Die konservative Therapie kann mittels Ruhigstellung für acht bis 10 Monate und Anbringen eines geschlossenen Hufeisens mit leicht nach unten gekröpftem Steg und Seitenwandaufzügen. Das Eisen muss sechs bis acht Monate getragen werden, mit Wechsel aller vier bis sechs Wochen. Die Ausdehnung der Hufkapsel kann auch mittels Gips-, Fiberglas- oder Kunststoffverband erfolgen. Sagittale Frakturen mit Gelenkbeteiligung können bei mindestens drei Jahre alten Pferden auch mittels Osteosynthese (meist mittel Zugschraube) behandelt werden.
Die Prognose ist für Schrägfrakturen des Hufbeinastes gut. Die Prognose von offenen Frakturen, von alten Frakturen und von Splitterbrüchen ist schlecht.